# بشرمال سلطاني
بشرمال سلطاني (مواليد 28 يناير 1985) هو ملاكم أفغانستاني، مثّل بلاده في الألعاب الأولمبية الصيفية 2004.

## روابط خارجية
بشرمال سلطاني على موقع أوليمبيديا (الإنجليزية)